# Ikariam
Икаријам (енгл. Ikariam) је стратешка вишекорисничка игра на интернету која се игра директно са прегледача. Развила ју је немачка компанија Gameforge AG.
Радња је смештена у свет налик Античкој Грчкој, где је играч постављен за господара малог града на неком од бројних острва. Током игре, играч је у прилици да гради и унапређује бројне грађевине у свом граду, као и да прошири своје царство прављењем колонија. Могуће је пљачкање туђих градова као и њихово окупирање али не и њихово уништавање. Играчи се удружују у савезе, а савези могу да ступају у рат.
У игри не постоји никакав крајњи циљ, за разлику од нпр. игре Травијан, што значи да је на сваком играчу да се определи за свој начин играња.

## Светови
У игрици је омогућено играње на различитим серверима који представљају различите светове. Тренутно у српској верзији игре постоје 6 различита света: Делта, Епсилон, Јота, Арес 3, Тета, Ета. Играчи са претходних сервера (Алфа, Бета и Гама) су приликом спајања имали прилику да бирају где ће се преселити њихов кориснички рачун - на Делти или Епсилону. Сваки од ових светова има различиту популацију играча и различиту мапу са хиљадама острва. У игрици не постоје ограничење за бодове, али постоји ограничење колонија. Може их бити само једанаест, које могу стварати играчи. Ипак, нивои чуда на острвима могу имати највише пет нивоа, а рудника обично до тридесет нивоа.

## Компоненте игре
Икаријам је игра која се састоји од више изузетно важних компонената, које играч мора ускладити и имати над њима потпуну контролу, како би успео! Те компоненте се деле на: основне компоненте, дипломатија, злато и финансије, популација и задовољство, те много мањих, али ништа мање важних компонената.

#### Одржавање ресурса
1. грађевински материјал: дрво (прикупља се и прерађује у острвској стругари)
2. луксузни ресурси: мермер, вино, кристал, сумпор (свако острво има лежиште једног од луксузних ресурса, док је за остале потребно колонизовати се на друга острва која имају њихова лежишта. За искоришћавање ових ресурса потребно је истражити"Богатство", а за колониозацију"Колонизација")
3. посебан ресурс: амброзија (играчи овај ресурс играчи купују стварним новцем, путемПејпала, телефона, кредитних картица и сл.)

#### Истраживања
Поморство
- Столарски занат
- Оружја на палуби
- Гусарење
- Одржавање бродова
- Газ брода
- Колонизација
- Стране културе
- Катран
- Трговина
- Грчка ватра
- Противтежа
- Дипломатија
- Поморске карте
- Мотор пароброда
- Зтварање пукотина
- Унапређење минобацача
- Масивни ован
- Носач балона
- Будућност поморства

Економија
- Конзервација
- Точак
- Богатство
- Виноградарство
- Унапређена обрада сировина
- Геометрија
- Архитектура
- Празник
- Куварски специјалитети
- Помоћне руке
- Васер вага
- Винарија
- Депо
- Бирократија
- Утопија
- Економска будућност

Наука
- Копање бунара
- Папирус
- Шпијунажа
- Политеизам
- Мастило
- Изум
- Културна размена
- Анатомија
- Оптика
- Експерименти
- Механичка оловка
- Птичији лет
- Слање кроз цеви
- Соба под притиском
- Архимедов принцип
- Истраживачка будућност

Војска
- Суво пристаниште
- Мапе
- Професионална војска
- Опсада
- Кодекс части
- Балистика
- Начин рада полуге
- Гувернер
- Пиротехника
- Логистика
- Барут
- Роботика
- Изливање топова
- Војна будућност

#### Градови
Градови су најважнија компонента игре. Они су подлога за прикупљање и употребу ресурса, градњу грађевина у којима се истражује, обучава се војска, задовољавају потребе грађана и сл. Сваки играч има један главни град и колонија у зависности о нивоу палате у главном граду. Град се састоји од 17 места за градњу, од тога 2 на обали, једнога за бедем и 14 места у унутрашњости, од којих једно можете користити тек након што истражите Бирократију. Ниво града јесте ниво Градске Куће, а сваким од 40 нивоа град постаје лепши, уређенији, сложенији и бољи.

#### Грађевине
Грађевине су разноврсне, а свака је или неопходна или добродошла. Градити се унутар града може на 17 места, а грађевина има 27 па се мора водити рачуна о потребама града. Грађавине имају управну, научну, војну, економску, дипломатску и културну сврху. То су:
- Градска Кућа, она је центар развоја и догађања у граду, са увек доступним вестима о популацији и продуктивности, те задовољству грађана у граду, али и приходу у новцу и ресурсима,
- Академија је средиште истраживања и место за запошљавање научника, са библиотеком у којој можете да изаберете поље на коме ће ваши научници спроводити будућа истраживања,
- Бараке, то је зграда за обуку војника и израду борбених машина,
- Трговачка Лукау којој се врши градња трговачких бродова и средиште је прекоморске и међуколонијске трговине и транспорта ресурса и војних трупа,
- Бродоградилиште у коме се врши градња ратних бродова и подморница,
- Складиште је неопходна грађевина за чување и заштиту ресурса од пљачке и пропадања,
- Градски зид штити град од напада и опсаде, те нежељених погледа непријатељевих сарадника,
- Крчма , где служење вина и по неки трач повећавају задовољство ваших грађана,
- Музеј културна добра из других култура занимају ваше грађане и то повећава њихово задовољство,
- Палата је ваш „скромни“ дом, средиште вашега царства и нужна је за оснивање нових колонија, даје податке о смештају, називу и броју ваших колонија, али и окупираних градова,
- Гувернерова резиденција , ове палате се налазе у вашим колонијама и управљају њиховим радом,
- Амбасада је средиште склапања споразума и оснивања савеза или уласка и комуникације са својим савезом,
- Трговина је средиште трговине и купопродајних уговора у вашем граду,
- Радионица је место побољшавања оружја и штитова ваше војске,
- Склониште је неугледна грађевина за обуку шпијуна и управљање мисијама и подацима стеченима током шпијуновог обитавања у неком од градова,
- Шумарева кућа је грађевина чијим се унапређењем за сваки ниво производња грађевинског материјала у граду повећа за 2%,
- Тесар је грађевина која потребе града за грађевинским материјалом смањује са сваким нивоом надоградње,
- Стаклара , у којој се производња кристала у граду повећа за 2% сваким нивоом надоградње,
- Оптичар , је необична грађевина чијим се сваким нивоом надоградње потреба за кристалом смањује,
- Зидар , код кога се унапређењем његове грађевине производња мермера у граду увећа за 2%,
- Архитектина канцеларија , код њега се проширењем грађевине потреба за мермером у граду смањује,
- Виноградар , у којој се добро вино производи за 2% више сваким нивоом надоградње,
- Винска преса , је грађевина чијим се унапређењем смањује потреба за вином у вашем граду,
- Алхемичарев торањ је чудна грађевина која производњу сумпора у вашем граду увећава за 2% сваким унапређењем,
- Област за тестирање ватромета је необична радионица чијом се доградњом смањује употреба сумпора у граду,
- Храм је грађевина у којој запошљавате свештенике, који преобраћају људе на веру острвског божанства, како би оно што пре благословило острво.
- Депо је грађевина у којој се могу чувати велике количине ресурса, али не пружају заштиту од крађе (напада).

#### Трговина
Трговина се обавља у трговачким лукама и зградама трговине, а за њу су нужни трговачки бродови.

#### Популација и задовољство
Ваша популација је ограничена нивоом вашега града, а њен прираштај зависи о њеном задовољству:
1. Служећи вино у Крчми задовољство ваше популације расте, зависно о количини послуженог вина и нивоа крчме.
2. Излажући културна добра разних цивилизација у вашем ' Музеју задовољство ваше популације, зависно о количини експоната и нивоа музеја.
3. Уколико у вашим колонијама немате гувернерову резиденцију , корупција расте, чиме падају задовољство и продуктивност ваше популације у колонијама, гувернерова резиденција мора бити једнаког нивоа као и палата у главном граду.

Грађани могу бити: љути, тужни, неутрални, срећни и еуфорични.

### Злато и финансије
Ваш приход у злату зависи од распореда посла Ваших грађана. Ваш приход се рачуна на следећи начин:
- Сваки грађанин производи 3 злата по сату.
- Сваки радник производи 0 злата по сату
- Сваки истраживач кошта 6 злата по сату
- Јединице и ратни бродови у вашем граду коштају поменуто одржавање
- Јединице и ратни бродови на путу коштају двоструко.

Ваше злато није повезано само са једним градом већ са целом империјом.
Листу свих ваших прихода и расхода можете да видите држањем курсора на симбол за злато у горњем левом углу.
Уколико останете без злата и наставите да улазите у дугове, прво ће бити отказане све наручене ствари како би били подржани тим златом. Уколико то није довољно Ваше јединице и ратни бродови на путу ће отказати сарадњу и разбежати се. Они са најнижим трошком одржавања отићи ће први. Уколико не зарадите златнике ваше јединице и ратни бродови ће напустити град. На крају, уколико се финансијско стање не поправи, истраживачи ће постати „обични“ грађани.

### Међусобни односи играча
Међусобни односи играча су сви односи међу играчима који нису регулисани савезом или споразумом. То су дописивања међу играчима, трговина, слање ресурса или пак рат. Међутим, ови односи морају бити цивилизовани. То значи да не сме бити порука увредљивих садржаја по било којој основи (националном, расном, верском ...) Уколико један играч другом пошаље такву поруку, ("бан") иде на „стуб срама“ на одређено време, зависно о тежине увреде . Дуг боравак на стубу срама може довести до блокирања играча.
Посебан начин комуникације међу играчима је Агора која се налази на сваком острву, а то је у ствари мали интернет форум на коме играчи са тог острва остављају различите поруке једни другима.

#### Религија и чуда
Свако острво има чудо посвећено одређеном богу (уз обиље донација у злату и искреним молитвама божанство ће благословити острвљане):
1. Хефестова ковачница (благослов: све борбене јединице примају по +5% оклопа и штете на своја оружја за блиску борбу за сваки ниво);
2. Хадова света Рупа (благослов: по 10% мермера се враћа за сваку јединицу која погине у борби за сваки ниво);
3. Деметрини Вртови (благослов: раст популације у градовима се повећава за 100% за сваки ниво);
4. Атинин храм (благослов: по 200% више свих ресурса у складишту за сваки ниво);
5. Хермесов храм (благослов: брзина утовара у транспортере се повећава за 20% за сваки ниво);
6. Аресово утврђење (благослов: сваким нивоом за дупло већи проценат морала за све па и непријатељске трупе почев од 50%);
7. Посејдонов храм (благослов: време путовања свим бродовима се скраћује за 100% за сваки ниво) и
8. Колос (посвећен богу Хелију, благослов: по 20-ак% свих непријатељских трупа у вашем граду је отерано за сваки ниво).

Чудо се може доградити на пет нивоа.

### Војска
Неопходна је за заштиту и напредак вашег града:

Копнена војска:
- Копљаник
- Челични џин
- Бацач копља
- Мачевалац
- Праћкар
- Стрелац
- Сумпорни Мускетар
- Ован
- Катапулт
- Минобацач
- Гирокоптер
- Балон Бомбардер
- Кувар
- Доктор
- Варварски бацач секире (њих поседује само варварско село.)

Флоте (Поморска војска):
- Брод ован
- Пламени брод
- Парни ратни брод
- Брод копљар
- Брод катапулт
- Брод минобацач
- Подморница
- Ракетни брод
- Баги педалина
- Носач Балона
- Тендер
- Трговачки брод (не спада у поморску војску, служи само за трговину)

### Дипломатија
Дипломатија у Икаријаму има две компоненте:

#### Савези и споразуми
- Савези
  - Можете се придружити постојећем савезу уколико поседујете минимум од једног дипломатског поена.

Да би основали Савез потребно вам је 3 дипломатска поена.
Сада други играчи могу да се пријаве за чланство у савезу. Међутим да би их прихватили потребно је да имате довољно слободних дипломатских поена.
Излазак из савеза постаје ефективан тек након 24 часа и нећете бити у могућности да приступите новом савезу наредних 24 часа.
- Постоје четири позиције у савезу. Свака позиција има своје предности:
  - Вођа
    - Прима мали износ бонус ресурса свакодневно у зависности од броја и јачине појединачних чланова савеза.
    - Може да промени име и ознаку савеза.
    - Може да додели важне положаје (дипломата, генерал, министра унутрашњих послова)
    - Може да распусти савез.
    - Може поставити новог вођу уколико поседује довољно слободних дипломатских поена за предају вођства над савезом.

  - Министар унутрашњих послова
    - Одговоран је за примање нових чланова и избацивање већ постојећих чланова савеза.
    - Може видети ресурсе свих чланова савеза.
    - Може основати и доделити рангове у оквиру савеза.
    - Може уређивати унутрашњу страну савеза. Ово виде једино чланови савеза.

  - Генерал
    - Може видети све трупе и ратне бродове чланова.
    - Може видети све нападе од и на чланове савеза.
    - Може опозвати нападе чланова савеза.

  - Дипломата
    - Може уређивати спољну страницу савеза. То је страница коју виде они који нису чланови савеза кад га погледају.
    - Може склапати договоре у име савеза.
    - Може видети трговинске партнере свих чланова савеза.
    - Прима поруке послате савезу.
- Споразуми
- Постоји више врста различитих споразума које можете направити са другим играчима. На мапи острва кликните на град жељеног играча и изаберите Дипломатију. Током писања поруке можете изабрати коју врсту споразума желите.
  - Споразум о културним добрима
    - Пре него што будете у могућности да тргујете културним добрима потребно је да истражите Размену култура (Наука) и морате поседовати минимум један музеј. Након тога можете склапати споразуме о културној размени са било којим другим корисником који поседује музеј. За сваки споразум добијате по једно културно добро које можете да приказујете у музеју. Свака изложба повећава ниво задовољства становника вашег града.

  - Трговински споразум
    - Споразум је могућ једино када истражите трговину и може бити понуђен од стране играча који су исто ово истражили. Трговински споразум Вам такође дозвољава обострана права у трговинама. Ово значи да након што споразум буде прихваћен добра која желите да купите код партнера биће резервисана за Вас и нико други их не може купити.

  - Гарнизонска права
    - Када истражите Дипломатију (Поморство) можете склапати Војске споразуме са другим играчима. Када други играч прихвати споразум имате могучност да његов град користите као базу за своју војску ради акција на даљину са тим да се током стационирња одржавање наплаћује дупло.

  - Гарнизонска права за савез
    - Као дипломата одмах након што истражите „Дипломатију“ можете захтевати гарнизонска права од неког играча за Ваш цели савез. Уколико се споразум направи сви чланови Вашег савеза могу користити овај град као базу са своје нападе. Међутим, стациониране трупе коштају дупло.

  - Мировни споразум
    - Уколико сте дипломата Вашег савеза имате могућност да склапате мировне споразуме са другим дипломатама. Уколико дође до кршења мировног споразума и један и други дипломата добијају поруку.

## Икаријамплус
Икаријам плус је скуп побољшаних и поједностављених функција игре који омогућава лаку навигацију, преглед статистика и обавештења које се тичу градова, војске, научних открића и дипломатије, те низ бонуса у истраживањима и прикупљању ресурса. Како би се ова погодност могла користити потребан је ресурс амброзија, који се купује стварним новцем. Ово је business (бизнис) модел игре Икаријам, који је присутан у свим Гејмфорџовим играма.